# Canet de Berenguer
Canet de Berenguer (oficialmente y en valenciano Canet d'en Berenguer) es un municipio de la Comunidad Valenciana, España. Perteneciente a la provincia de Valencia, en la comarca del Campo de Murviedro.

## Toponimia
El topónimo Canet proviene del latín cannetum, «cañar»; se refiere a la marjal, zona pantanosa que se extendía de Puzol a Almenara y en la que existía abundancia de cañaverales. La denominación de Berenguer proviene de Francisco Berenguer, señor territorial del siglo XV que convirtió el lugar en señorío.
Antiguamente también se denominó como Canet de Murviedro.

## Geografía
Canet está situado en el litoral del mar Mediterráneo junto a la desembocadura del río Palancia. La superficie del término es completamente llana. El río Palancia circula por todo su límite sur. Un saliente de arena, en la parte izquierda de la desembocadura del río, forma el llamado cabo de Canet, donde se instaló en 1904 un faro sobre una torre de 30 m de altura y una base octogonal, con luz blanca alcanza un radio de 25 millas. El clima es mediterráneo; los vientos dominantes son el levante y el noreste. En su término municipal está el puerto Siles.

### Barrios y pedanías
En el término municipal de Canet de Berenguer se encuentra también el núcleo de población de Playa de Canet, también denominado Rincón de Mar.

### Localidades limítrofes
Canet de Berenguer está rodeado por el término municipal de Sagunto, provincia de Valencia y por el mar Mediterráneo.

## Historia

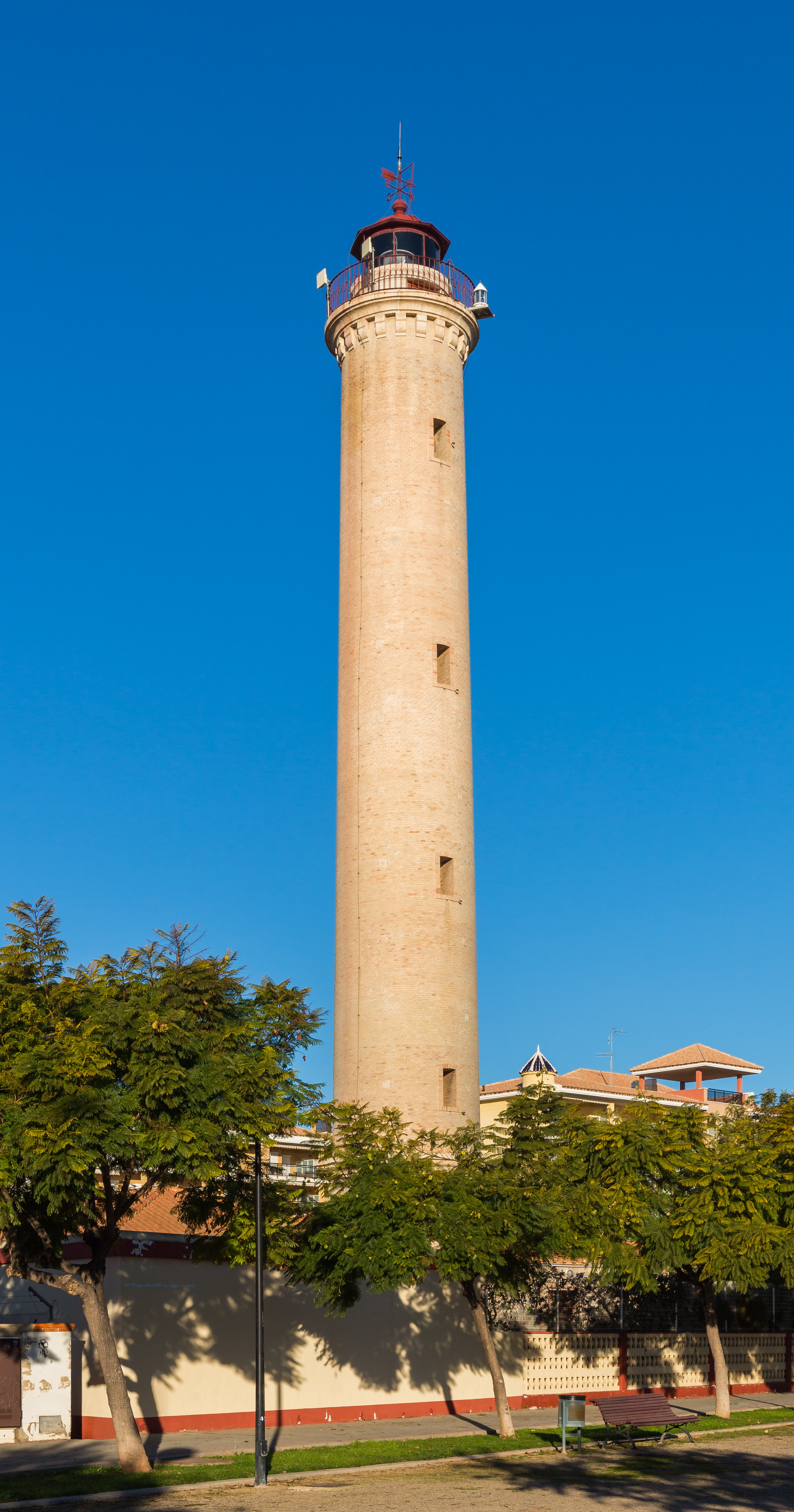
Faro de Canet de Berenguer construido en 1904.

La historia más antigua de Canet está unida a la de Sagunto. Los primeros vestigios históricos de la población son dos lápidas romanas con inscripción latina. La romanización de las tierras valencianas se consuma con la intervención de Sertorio (87-72 a. C.).
Por otra parte, la dominación musulmana (s. VIII) supuso una islamización rápida e intensa de la población, aunque persistían importantes núcleos mozárabes.
La reconquista de Jaime I, en el siglo XIII, cambia radicalmente el panorama. Cede dos alquerías situadas en Sagunto a 1 km del mar, a los frailes del convento del Puig. Poco después son vendidas a un caballero de Segorbe. Este a su vez las vende, a mitad del siglo XIV a Francisco Berenguer. Según el historiador Escolano, siendo señor D. Valterra Blanes de Berenguer en el siglo XVI, el lugar estaba amurallado y contenía 45 casas de cristianos viejos, alojando a una de las cinco compañías de caballeros que guardaban la costa.
En 1797 el botánico Cavanilles da cuenta de la existencia de 100 vecinos en Canet de Berenguer, dedicados al cultivo de la seda, aceite, algarrobas, vino, trigo y cebada, no existiendo cultivos de regadío. En 1904 se construye el actual faro de 30 m de altura con un alcance de 25 millas y cuya característica, diferente a otros, es que se encuentra 300 m tierra adentro entre naranjales.

## Demografía
Canet de Berenguer cuenta con una población de 7771 habitantes (INE 2024).
| Gráfica de evolución demográfica de Canet de Berenguer entre 1842 y 2021                                            |
| |
| Población de derecho según los censos de población del INE Población de hecho según los censos de población del INE |

La cercanía a Valencia, sus buenas comunicaciones con la capital y el importante desarrollo del sector turístico han propiciado un espectacular crecimiento demográfico en los últimos años.

### Población por núcleos
Desglose de población según el Padrón Continuo por Unidad Poblacional del INE.
| Núcleos            | Habitantes (2014) | Varones | Mujeres |
| ------------------ | ----------------- | ------- | ------- |
| Canet de Berenguer | 3158              | 1589    | 1569    |
| Playa de Canet     | 3158              | 1648    | 1490    |

## Economía
El sector inmobiliario forma parte del motor de Canet, cuenta con una inmobiliaria de renombre en la comunidad Valenciana, Coral Casa Gestión Inmobiliaria. Líderes en el sector.
Las tierras de cultivo son de regadío y reciben agua del río Palancia a través de la acequia mayor de Sagunto, reguladas por una comunidad de regantes. También se utilizan aguas subterráneas. El cultivo más importante es el naranjo. Hay una fábrica de conservas vegetales.
En la actualidad su principal actividad se centra en el sector turístico que ha cobrado un fuerte impulso al contar con la excelente playa del Racó de mar (Rincón del mar). Igualmente, se construyó el primer "Instituto Valenciano de la Paella", aunque lleva años a la espera de ser inaugurado

#### Evolución de la deuda viva
El concepto de deuda viva contempla solo las deudas con cajas y bancos relativas a créditos financieros, valores de renta fija y préstamos o créditos transferidos a terceros, excluyéndose, por tanto, la deuda comercial.
Hasta al menos 2018 este ayuntamiento no ha tenido deuda viva.

## Transporte y comunicaciones

### Por carretera
Se accede a este pueblo desde Valencia, tomando la V-21, la V-23 y la N-340 para, de esta manera, acceder a la CV-317.

### En autobús
Las líneas de autobús en este municipio son gestionadas por la empresa Autos Vallduxense (AVSA) bajo la marca comercial de MetroBús (autobuses amarillos), de la Generalidad Valenciana. Prestan servicio las siguientes líneas:
| Línea | Recorrido                                                                                             |
| ----- | --- |
| 111   | Valencia - Almácera - Puerto de Sagunto                                                               |
| 116A  | Valencia - Sagunto - Puerto de Sagunto - Canet de Berenguer                                           |
| 116B  | Valencia - Sagunto - Puerto de Sagunto - Canet de Berenguer - Playa Canet                             |
| 116C  | Valencia - Puerto de Sagunto - Canet de Berenguer                                                     |
| 116D  | Valencia - Puerto de Sagunto - Canet de Berenguer - Playa Canet                                       |
| 116E  | Valencia - Sagunto - Puerto de Sagunto - Canet de Berenguer - Playa Canet - Playa Almardá (en verano) |

## Administración y política
| Periodo   | Nombre                                                          | Partido                 |
| --------- | --------------------------------------------------------------- | ----------------------- |
| 1979-1983 | Enrique Altabella Ferrer                                        | PCE                     |
| 1983-1987 | Enrique Altabella Ferrer                                        | PCE                     |
| 1987-1991 | Enrique Altabella Ferrer                                        | EUPV                    |
| 1991-1995 | Enrique Altabella Ferrer                                        | EUPV                    |
| 1995-1999 | Enrique Altabella Ferrer                                        | EUPV                    |
| 1999-2003 | Enrique Altabella Ferrer                                        | EUPV                    |
| 2003-2007 | Amparo Maño Canet                                               | EUPV-L'Entesa           |
| 2007-2011 | Amparo Maño Canet (2007-2009) Octavio Herranz López (2009-2011) | EUPV-L'Entesa PSPV-PSOE |
| 2011-2015 | Leandro Benito Antoni                                           | PP                      |
| 2015-2019 | Leandro Benito Antoni                                           | PP                      |
| 2019-2023 | Pere Joan Antoni Chordà                                         | PSPV-PSOE               |
| 2023-act. | Pere Joan Antoni Chordà                                         | PSPV-PSOE               |

## Fiestas locales y celebraciones
- Fiestas de San Pedro. Los toros son uno de los protagonistas de estas fiestas, en las que también tienen cabida los bailes y demás espectáculos musicales, así como los pirotécnicos. Del 23 al 29 de junio.
- Fiestas de la Virgen contra las Fiebres. Durante ocho días, los "clavaris" organizan y animan las fiestas que empiezan con la "plantà del pal" y fuegos artificiales. Conciertos, espectáculos taurinos son algunos de los actes que se programan, además de las manifestaciones populares como la "dansà" y el tradicional "ball de plaça". Del 6 al 15 de septiembre.
- Fiesta del 9 de octubre. El día de la Comunidad Valenciana se celebra con una fiestas gastronómica que habitualmente cuenta con una actuación de algún pasacalles o alguna colla de dimonis. Por la noche, siempre hay algún concierto de rock en valenciano.
- San Antonio. 17 de enero. Se celebra normalmente, el siguiente fin de semana. Los actos que predominan son la bendición de los animales en la plaza de la iglesia, la cena popular y algún dúo musical.

## Hermanamientos
- Canet, Francia